# Samuel Barton (Politiker)
Samuel Barton (* 27. Juli 1785 in New Dorp, New York; † 29. Januar 1858 ebenda) war ein US-amerikanischer Politiker. Zwischen 1835 und 1837 vertrat er den Bundesstaat New York im US-Repräsentantenhaus.

## Werdegang
Samuel Barton wurde ungefähr zwei Jahre nach dem Ende des Unabhängigkeitskrieges in New Dorp geboren und wuchs dort auf. Er besuchte Gemeinschaftsschulen. Danach war er als Agent der Cornelius Vanderbilts Dampfschiffslinien tätig. Er diente in der Nationalgarde von New York, wo er 1818 den Dienstgrad eines Majors bekleidete und 1833 den eines Colonels. In den Jahren 1821 und 1822 saß er in der New York State Assembly. Politisch gehörte er der Jacksonian-Fraktion an. Er war 1833 im Empfangskomitee von Andrew Jackson. Bei den Kongresswahlen des Jahres 1834 wurde Barton im zweiten Wahlbezirk von New York in das US-Repräsentantenhaus in Washington, D.C. gewählt, wo er am 4. März 1833 die Nachfolge von Isaac B. Van Houten antrat. Da er im Jahr 1836 auf eine erneute Kandidatur verzichtete, schied er nach dem 3. März 1837 aus dem Kongress aus. Danach nahm er wieder seine alte Tätigkeit bei den Dampfschiffslinien auf. 1842 war er Direktor von Tompkinsville Lyceum. Er starb am 29. Januar 1858 in New Dorp und wurde dann auf dem Moravian Cemetery beigesetzt. Ungefähr drei Jahre später brach der Bürgerkrieg aus.